# 高老站
高老站位于中华人民共和国黑龙江省绥化市庆安县平安镇，建于1938年，现为四等站。客运办理旅客乘降、行李及包裹托运；货运办理整车及零担货物发到。2014年10月10日，高老站停止使用。